# Elisabeth Egnell
Elisabeth Hjördis Claesdotter Egnell, född 19 november 1987, är en svensk före detta professionell basketspelare som har spelat för Sveriges landslag och för den franska klubben UF Angers Basket 49. Hon vann SM-guld med Norrköping Dolphins år 2012 och blev utsedd till Basketligan dams bästa spelare 2014. 
I början av augusti 2016 meddelades att hon lägger basketbollskorna på hyllan.
Hon är sedan 2018 ordförande i Basketligan dam och har varit expertkommentator för SVT.
Elisabeth Egnell är gift med den förre förbundskaptenen Lasse Johansson.
Sedan 2019 arbetar Egnell i Svenska Skidförbundet och har sedan oktober 2020 ansvaret som verksamhetsutvecklare.  

### Fotnoter
1. ↑  ”Egnell avslutar basketkarriären”. Dagens nyheter. 6 augusti 2016. http://www.dn.se/sport/egnell-avslutar-basketkarriaren/. Läst 6 augusti 2016.